# Frantz Fanon
Frantz Omar Fanon, también conocido como Ibrahim Frantz Fanon (Fort-de-France, Martinica, Francia; 20 de julio de 1925-Bethesda, Maryland, Estados Unidos; 6 de diciembre de 1961) fue un revolucionario, psiquiatra, filósofo y escritor francés-caribeño, de origen martiniqués. Su obra fue de gran influencia en los movimientos y pensadores revolucionarios de los años 1960 y 1970. A finales del siglo XX, principalmente a partir de los estudios de Edward Said, su pensamiento volvió a cobrar vigencia en los campos de los estudios poscoloniales, la teoría crítica y el marxismo. Fanon es conocido como un pensador humanista existencial radical en la cuestión de la descolonización y la psicopatología de la colonización.
Fanon apoyó la lucha argelina por la independencia y fue miembro del Frente de Liberación Nacional argelino. Su vida y sus trabajos, principalmente Los condenados de la tierra (Les damnés de la terre) han incitado e inspirado movimientos de liberación anticolonialistas durante más de seis décadas.

## Biografía
Frantz Fanon nació en Fort-de-France en la isla de Martinica, en la época en que ésta era una colonia francesa, en el seno de una familia con mezcla de antepasados africanos, tamiles y blancos, que vivía una situación económica relativamente buena para el estándar de la región, pero lejos de lo que consideraríamos como clase media.
Después de que Francia se rindiera ante la Alemania Nazi en 1940, las tropas navales de la Francia de Vichy se establecieron en Martinica. Esas tropas presuntamente se comportaron de forma abiertamente racista, dando pie a muchas acusaciones de abuso sexual y conductas impropias. Estos abusos ejercieron una gran influencia en Fanon, quien, como muchos, tuvo que ocultar su alienación y disgusto frente a la realidad del racismo colonial francés. 
A los 18 años, Fanon abandona la isla y viaja a Dominica, donde se suma a las Fuerzas de Liberación Francesa, para después alistarse en el ejército de ese país en la guerra contra la Alemania Nazi, destacando especialmente en la Batalla de Alsacia, por lo que en 1944 recibe la medalla de la Croix de Guerre. Cuando la derrota alemana se hizo inminente y los aliados cruzaron el Rin hacia Alemania, el regimiento de Fanon fue «blanqueado», lo que significó que él y todos los soldados que no eran blancos, fueron concentrados en Toulon (Provenza).

### Pos-Segunda Guerra Mundial
En 1945, Fanon volvió a Martinica por un periodo corto pero significativo. A pesar de que él nunca se declaró comunista, trabajó en la campaña electoral de su amigo y mentor intelectual Aimé Césaire, uno de los creadores de la teoría de la negritud, quien se presentó como candidato comunista a la Asamblea de la Cuarta República Francesa. Fanon se mantuvo en la isla sólo lo suficiente como para terminar su Baccalauréat, volviendo a Francia para estudiar medicina y psiquiatría. Estudió en Lyon, donde conoció a Maurice Merleau-Ponty. Se graduó como psiquiatra en 1951 y empezó a ejercer bajo la supervisión del médico catalán F. de Tosquelles, de quien tomó la idea de la importancia de lo cultural en la psicopatología. 
Fanon permaneció hasta 1953 en Francia metropolitana. Durante este periodo escribió el primero de los libros por los cuales es conocido: Piel negra, máscaras blancas (Peau noire, masques blancs), que fue publicado en 1952. Ese libro responde una pregunta que probablemente Fanon comenzó a hacerse cuando presenció el abuso de sus vecinos en Martinica y cuando su regimiento fue «blanqueado»: ¿por qué un negro está dispuesto a arriesgar la vida por quienes lo desprecian y maltratan? La respuesta que el libro ofrece es que ser colonizado es más que ser subyugado físicamente, es serlo culturalmente. Ser colonizado es también perder un lenguaje y absorber otro. En sus palabras: «Hablar (un idioma) significa sobre todo asumir una cultura, (implica) absorber el contenido de una civilización». 
En 1953 se incorporó como Jefe de Servicio al Hospital Psiquiátrico de Blida-Joinville en Argelia, donde revolucionó el tratamiento, introduciendo prácticas de terapia social, para las que se basaba en la idea de la relevancia de lo cultural tanto para la psicología normal como para la patología.

### Guerra de Liberación de Argelia
Tras el comienzo de la Guerra de Liberación de Argelia (noviembre de 1954) Fanon se unió en secreto al Frente de Liberación Nacional (FLN), como resultado de su contacto con el Dr. Chaulet y de su experiencia directa de los resultados de las prácticas que el ejército francés estaba empleando. A su hospital llegaban tanto los torturadores como sus víctimas a recibir tratamiento. 
Durante este periodo viajó muchísimo por Argelia, con el aparente propósito de ampliar sus estudios culturales y psicológicos acerca de los argelinos, lo que produjo estudios tales como Los marabout de Si Slimane. Esos viajes también servían para propósitos clandestinos, especialmente los realizados al balneario de esquí de Chrea, donde se encontraba una base del FLN. 
En el verano de 1956 escribió su famosa Carta Pública de Renuncia al Ministro Residente y como consecuencia fue expulsado de Argelia en enero de 1957. En esa carta, Fanon rechazaba de una vez por todas su pasado «asimilacionista». Después de una estancia muy corta en Francia, viajó en secreto a Túnez donde formó parte del colectivo editorial «El Moudjahid». Sus escritos de ese periodo fueron coleccionados y publicados después de su muerte bajo el nombre Por la Revolución Africana. En ellos Fanon se revela como uno de los estrategas del FLN. 
También actuó como embajador del gobierno provisional argelino en Ghana y asistió en su nombre a numerosas conferencias en Acra, Conakri, Adís Abeba, Leopoldville, El Cairo y Trípoli.

### Enfermedad y muerte
Después de una agotadora travesía en el Sahara para abrir un tercer frente en la lucha por la independencia, a Fanon le fue diagnosticada leucemia. Viajó entonces a la URSS y experimentó alguna mejoría. A su vuelta a Túnez, dictó su testamento, el libro que aseguraría su importancia en los desarrollos políticos del siglo XX: Los condenados de la tierra (publicado post mortem en 1961). Cuando su condición lo permitía, daba clases a los oficiales del FLN en la frontera entre Argelia y Túnez y fue a Roma para visitar, por última vez, a Sartre.
Más tarde se trasladó a Estados Unidos para recibir tratamiento, bajo el nombre de Ibrahim Fanon. Murió el 6 de diciembre de 1961 en el hospital de Bethesda (Maryland).
Después de recibir un funeral de honor en Túnez fue enterrado en el Cementerio de los Mártires (Chouhada) en Ain Kerma (en el este de Argelia). Le sobrevivió su esposa, Marie-Josephe «Josie» Dublé, su hijo Olivier y Mireille, hija de un matrimonio anterior, quien se casó con Bernard Mendès-France, hijo del conocido político francés Pierre Mendès-France. Josie se suicidó en Argel en 1989.

## Obra
La obra política de Fanon es compleja y controvertida. Por otra parte, se ha dicho que sus ideas anteceden a las de pensadores como Michel Foucault, formando una de las bases del posmodernismo y poscolonialismo. Ciertamente ha servido de inspiración a muchos pensadores y movimientos profundamente críticos o revolucionarios, influyendo indirectamente incluso en corrientes como el feminismo y la teología de la Liberación.
Fanon publicó Piel negra, máscaras blancas en París, 1952. En este libro trata, a través de reminiscencias sobre su vida personal y utilizando métodos críticos derivados del psicoanálisis, de entender por qué los negros adoptan los valores de los subyugadores blancos y los resultados que eso produce, especialmente entre los subyugados. En sus palabras: 

«Estamos tratando de entender por qué al negro de las Antillas le gusta tanto hablar francés».

La respuesta de Fanon sitúa conceptos tales como raza, clase, cuerpo, lenguaje y cultura en el centro de problemas que abarcan fenómenos tales como marginación y desigualdad social, desprecio de sí mismo, inseguridad, servilismo, patologización tanto de sí mismo como forzada. Como hemos dicho, el libro es complejo, pero la tesis central puede ser resumida en la idea que los subyugados tratan de superar su condición asumiendo el bagaje cultural de los subyugadores, especialmente el lenguaje, (poniéndose las máscaras blancas del título) pero al hacer esto, absorben normas que son inherentemente discriminatorias o, en su caso, racistas; lo que a su vez lleva a sentimientos profundos de inseguridad e inferioridad. Aceptar el concepto del opresor de lo que son los oprimidos es aceptar que se es salvaje, no completamente humano, inferior, etc. 
Sin embargo, Fanon insiste que el ser blanco no puede existir sin su complemento "ser negro". Ambos son las caras opuestas de un proceso dialéctico que podría llevar a una nueva relación o sociedad que no se base en la discriminación "del otro": 

«¿Qué busca el hombre? ¿Qué busca el negro? A riesgo de molestar a mis hermanos de color diré que lo que el negro no es un "hombre" (Fanon caracteriza el "ser negro" como carecer de 'resistencia ontológica" frente al blanco. "El negro" solo existe frente a y es definido por "el amo blanco"), Hay una zona de "no-ser", una región extraordinariamente estéril y árida, una degradación totalmente deprimida en la cual una auténtica revolución puede nacer.»

J. P. Sartre comentó que el libro es «la negación de la negación del negro». Sin embargo, algunos autores lo han criticado por parecer olvidar que la «oralidad» puede tener un papel positivo de resistencia entre los oprimidos, dando poder a los sujetos (en su doble sentido de individuos y sometidos). Considérese, por ejemplo, y en relación con los tiempos y problemática de Fanon, tanto Albert Camus como Jean Genet y Jacques Derrida etc, sin olvidar, paradójicamente, a Fanon mismo.
La segunda publicación fundamental de Fanon tuvo lugar, en 1961, después de su muerte. El título: Les Damnés de la Terre, es una referencia explícita al primer verso de La Internacional, que, en francés dice: Debout ! les damnés de la terre ! Debout ! les forçats de la faim!. El título es generalmente traducido al castellano como Los condenados de la tierra. 
Sin embargo, esos condenados de la tierra no son el proletariado de Marx sino más bien el lumpenproletariado, quizás lo que pasó a ser llamado los marginalizados o «el pueblo». Fanon específicamente usa el término para referirse a quienes no toman parte en la producción industrial, especialmente el campesinado pobre que vive en las afueras de las ciudades, argumentando que solo ese grupo tiene o conserva la suficiente autonomía del aparato colonizador como para montar exitosamente una rebelión. Para él, tanto el proletariado urbano como las clases burguesas son «asimiladas» y carecen de la motivación o necesidad de poner en efecto una revolución verdadera.
Igualmente controversial es la introducción de Sartre. En ella, Sartre interpreta el libro como un llamado inequívoco a la lucha armada. Esto se deriva del primer capítulo del libro (Acerca de la Violencia) que discute el papel de la violencia como catarsis de la subyugación. Argumentando -con Fanon- que la colonización en sí misma es un acto de violencia. Sartre escribe:

«Harían bien en leer a Fanon, porque muestra claramente que esta violencia irrepresible no es ni ruido sin sentido ni la resurrección del espíritu salvaje, ni siquiera el producto del resentimiento: es el hombre recreándose a sí mismo [...] no hay acto de ternura que pueda borrar las marcas de la violencia, sólo la violencia misma puede destruirlas.»

La visión Sartriana puede ser vista como apología o glorificación de la violencia, en que sugiere que sólo ella es el motivo del cambio y sólo ella producirá la nueva sociedad y el hombre nuevo. Fanon mismo parece más sutil. Dice en las páginas siguientes: La violencia del régimen colonial y la contra violencia del nativo se equilibran con un grado extraordinario de homogeneidad recíproca. [...] Los actos de violencia por parte de los pueblos colonizados será proporcional al grado de violencia ejercido por el régimen colonial amenazado.
Fanon parece sugerir que el uso de la violencia, más que deseable, es inevitable. Pero su uso no carece de peligros. Fanon agregó, en un discurso a intelectuales africanos, refiriéndose tangencialmente al problema de la violencia, una advertencia: 

«La liberación de una nación es una cosa. Los métodos y contenido popular de la lucha otra. Me parece que el futuro de la cultura nacional y sus riquezas son tanto expresión como parte de los valores que han dirigido esa lucha por la libertad»

El libro es más profundo que lo que una lectura rápida sugiere. Fanon examina no solo las maneras directas a través de las cuales un poder metropolitano ejerce y mantiene su dominación, sino también las maneras más sutiles, las que hacen que los mismos dominados se transformen en instrumentos, por un lado, de su opresión y, por el otro, agentes de liberación. Y el mecanismo central en todos esos casos es la cultura. Fanon agrega (en el mismo discurso) Hemos visto la aparición del movimiento (hacia la independencia) en formas culturales y hemos visto como ese movimiento y esas nuevas formas culturales están ligadas al estado de madurez de la conciencia nacional . Ahora, ese movimiento tiende cada vez más a expresarse de manera objetiva, en instituciones. Es de ahí que viene la necesidad de una existencia nacional, cualquiera que sea su costo.
Si hay algo que se puede criticar de Fanon es que parece muy cercano a una idea común en esos días en África tanto de la libertad como de sus consecuencias. La idea que bastaría lograr la independencia para solucionar todo. Fanon agrega que: «Después del conflicto hay no solo la desaparición del colonialismo, pero del colonizado [...] Esta humanidad nueva no puede hacer otra cosa que definir un humanismo nuevo para sí mismo y para otros». 
Sin embargo Fanon no estaba ciego a los peligros que la situación implica. Advierte contra el culto del líder y de la personalidad, la retirada a concepciones romantizadas de un pasado heroico y el reemplazo de élites extranjeras con élites locales que buscan imitar y son serviles a los intereses de esos mismos extranjeros (asimilados, en el lenguaje de Fanon). Fanon cree que estos y otros peligros se derivan principalmente de la tentativa de imitar a Europa y agrega en el capítulo 6 (conclusiones) después de acusar a Europa de inhumanidad y genocidio contra los no blancos en el nombre de la humanidad y su progreso:

«Así, camaradas, no rindamos tributo a Europa creando Estados, instituciones y sociedades que derivan inspiración de ella.
La humanidad espera de nosotros alguna otra cosa que una imitación, algo que seria una caricatura obscena.
(....) Por Europa misma, por nosotros y por la humanidad, camaradas, debemos dar vuelta a la hoja, debemos desarrollar concepciones nuevas, y debemos tratar de ayudar a dar los primeros pasos al hombre nuevo.»

Otra crítica frecuentemente dirigida a Fanon, especialmente en EE. UU., es que adolece de una visión maniquea de la sociedad europea u occidental: el blanco es bueno y el negro malo y por lo tanto se oponen absolutamente, requiriendo en consecuencia un mundo totalmente nuevo para superar esa dicotomía. En favor de Fanon se puede alegar que las experiencias de su vida dejaron poco espacio para concepciones intermedias. Al fin y al cabo, alguien que arriesga su vida para defender lo que considera su país para recibir después como gracias el ser removido de las filas a punta de fusil a fin de evitar que aparezca en el desfile de honor debido al color de su piel tiene el derecho a pensar que ese color presenta, a lo menos para los otros, un problema insoluble que le impide lograr el derecho a ser tratado no solo como ciudadano con igualdad de derechos pero sobre la base de sus actos.

## Obras

### Black Skin, White Masks
Black Skin, White Masks se publicó por primera vez en francés como Peau noire, masques blancs en 1952 y es una de las obras más importantes de Fanon. En Piel negra, máscaras blancas, Fanon psicoanaliza a la persona negra oprimida, percibida como inferior en el mundo blanco en el que vive, y estudia cómo se desenvuelve en el mundo a través de una representación de la blancura. En particular, al hablar del lenguaje, habla de cómo el uso que la persona negra hace de la lengua de un colonizador es percibido por este como depredador, y no transformador, lo que a su vez puede generar inseguridad en la conciencia de la persona negra. Relata que él mismo enfrentó muchas amonestaciones de niño por usar el francés criollo en lugar del "francés auténtico", o "francés francés", es decir, el francés "blanco". Finalmente, concluye que "el dominio del lenguaje [del blanco/colonizador] en aras del reconocimiento como blanco refleja una dependencia que subordina la humanidad del negro".
La recepción de su obra se ha visto afectada por las traducciones al inglés, que se reconocen por contener numerosas omisiones y errores, mientras que su obra inédita, incluida su tesis doctoral, ha recibido poca atención. Como resultado, se ha argumentado que Fanon ha sido retratado a menudo como un defensor de la violencia (sería más preciso caracterizarlo como un oponente dialéctico de la no violencia) y que sus ideas han sido extremadamente simplificadas. Esta visión reduccionista de la obra de Fanon ignora la sutileza de su comprensión del sistema colonial. Por ejemplo, el quinto capítulo de Black Skin, White Masks se traduce literalmente como «La experiencia vivida de lo negro» («L'expérience vécue du Noir»), pero la traducción de Markmann es «El hecho de la negritud», lo que omite la enorme influencia de la fenomenología en la obra temprana de Fanon.
Aunque Fanon escribió Black Skin, White Masks mientras aún vivía en Francia, la mayor parte de su obra se escribió en el norte de África . Fue durante esta época que produjo obras como L'An Cinq, de la Révolution Algérienne en 1959 ( Quinto año de la Revolución Argelina ), posteriormente reeditada como Sociología de una revolución y, posteriormente, como A Dying Colonialism. El título original de Fanon era "Reality of a Nation"; sin embargo, el editor, François Maspero, se negó a aceptarlo.
Los tres libros de Fanon se complementaron con numerosos artículos de psiquiatría, así como críticas radicales del colonialismo francés en revistas como Esprit y El Moudjahid.

### A Dying Colonialism
A Dying Colonialism es un libro de Fanon de 1959 que relata cómo, durante la Revolución Argelina, el pueblo argelino luchó contra sus opresores. Modificaron patrones culturales centenarios y adoptaron ciertas prácticas culturales ancestrales, durante mucho tiempo ridiculizadas por sus opresores colonialistas como "primitivas", para destruirlos. Fanon toma el quinto año de la Revolución Argelina como punto de partida para explicar la inevitable dinámica de la opresión colonial. Este libro militante describe la comprensión de Fanon de que, para los colonizados, "tener un arma es la única posibilidad que aún les queda de dar sentido a su muerte". También contiene uno de sus artículos más influyentes, "Argelia al descubierto", que representa la caída del imperialismo y describe cómo los pueblos oprimidos luchan por descolonizar su "mente" para evitar la asimilación.

### The Wretched of the Earth
En The Wretched of the Earth (1961, Les damnés de la terre ), publicado poco antes de su muerte, Fanon defiende el derecho de un pueblo colonizado a usar la violencia para lograr la independencia. Además, describió los procesos y las fuerzas que condujeron a la independencia nacional o al neocolonialismo durante el movimiento de descolonización que afectó a gran parte del mundo tras la Segunda Guerra Mundial. En defensa del uso de la violencia por parte de los pueblos colonizados, Fanon argumentó que los seres humanos que no son considerados como tales (por el colonizador) no deben estar sujetos a los principios que se aplican a la humanidad en su actitud hacia el colonizador. Su libro fue censurado por el gobierno francés.
Para Fanon, en The Wretched of the Earth, la presencia del colonizador en Argelia se basa en su fuerza militar. Cualquier resistencia a esta fuerza debe ser también de naturaleza violenta, pues es el único "idioma" que habla el colonizador. Por lo tanto, la resistencia violenta es una necesidad impuesta por los colonizadores a los colonizados. La relevancia del lenguaje y la reforma del discurso impregnan gran parte de su obra, razón por la cual es tan interdisciplinaria, abarcando desde la psiquiatría hasta la política, la sociología, la antropología, la lingüística y la literatura.
Su participación en el Frente de Liberación Nacional argelino desde 1955 determinó su público como los colonizados argelinos. Fue a ellos a quienes se dirigió su última obra, Los condenados de la tierra (traducida al inglés por Constance Farrington como Los condenados de la tierra ). Constituye una advertencia a los oprimidos sobre los peligros que enfrentan en el torbellino de la descolonización y la transición a un mundo neocolonialista y globalizado.
Un aspecto a menudo pasado por alto de la obra de Fanon es que no le gustaba escribir físicamente sus obras. En cambio, le dictaba a su esposa, Josie, quien escribía todo y, en algunos casos, colaboraba y editaba.

## Influencia y legado
Las ideas centrales de la visión de Fanon pueden resumirse más o menos en tres postulados: 
- La absorción de culturas o ideologías dominantes por parte de los sometidos produce resultados patológicos, tanto a nivel social como individual.
- El reemplazo de formas discriminatorias de relación social es producto de la expresión de nuevas formas culturales y políticas que aparecen entre los subyugados. Esas formas político-culturales son la expresión de la esencia existencial de grupos marginados por la cultura dominante y produciría inevitablemente una nueva humanidad.
- El poder catártico de la violencia revolucionaria. Sólo la violencia puede liberar totalmente del legado de la subyugación, eliminando los sentimientos de inferioridad y produciendo una conciencia de control sobre el destino propio.

Esas ideas se han hecho comunes entre muchos, nutriendo, aunque no siempre en su totalidad o exclusivamente, movimientos tan diferentes como la Fracción del Ejército Rojo en Alemania y la comunidad cristiana pacifista en Iona (Escocia) que se define, entre otras cosas, como luchando cultural y políticamente contra el racismo. Esas ideas contribuyeron a, entre otras, formar las percepciones básicas de desarrollos por un lado académicos, tales como la psicología crítica y el poscolonialismo, y por el otro, sociales, tales como el movimiento por la igualdad de géneros sexuales (por ejemplo, el feminismo) y movimientos de liberación y renovación cultural en los pueblos africanos, latinoaméricanos, palestinos, tamiles, afroamericanos, irlandeses, etc. Recientemente, el movimiento sudafricano Abahlali base Mjondolo ha sido influenciado por sus percepciones.
Notable entre esas influencias fue la que tuvo sobre tres de sus más conocidos lectores: Ernesto “Che” Guevara en Argentina y luego Cuba. Steve Biko en Sudáfrica y Alí Shariatí en Irán. Pero aún entre ellos esta influencia no fue una aplicación rígida a otras realidades. 
Para Guevara, por ejemplo, la idea del hombre nuevo adquiere un significado derivado del socialismo y el papel de la violencia pasa de ser una expresión cultural popular a una herramienta que las vanguardias utilizan casi como mecanismo terapéutico, a fin de producir ese cambio cultural. Esta aproximación pasó a ser llamada foquismo o guevarismo.
Shariati trató de revolucionar la interpretación del Islam, cuyos valores creía estaban siendo destruidos, por un lado, por concepciones degradantes de la vida producto de la sobrevaloración de la tecnología y la ciencia, etc, en su mayoría provenientes de Europa, y, por el otro, por las concepciones petrificadas de los ulemas. Para él, la verdadera revolución será la consolidación del mundo unido de los creyentes (umma), lo que se logrará cuando los fieles adquieran una fe verdadera y se dediquen a Dios totalmente (llegando a ser el Hombre Nuevo o Muyahid), que den incluso la vida por sus ideales. Es importante entender que Shariti no está llamando aquí necesariamente a usar violencia física. El concepto islámico de Yihad es primordialmente de dedicación (lucha) en la vida personal, pero también de estar dispuesto a confrontar las desigualdades e injusticias (en el sentido de violaciones de la voluntad divina) donde se encuentren, incluso en el islam mismo (o los países que se declaran islámicos) (ver Islamismo) La umma implicará el fin de toda contradicción e injusticia, en la medida que será, por decirlo así, la encarnación del dios monoteísta, el triunfo del bien y lo divino sobre el mal y lo satánico. 
La violencia es entonces, más que expresión cultural, expresión de fervor religioso, utilizada no tanto contra poderes coloniales sino contra lo que se ve como élites asimilacionistas y corruptas, especialmente manifestaciones culturales occidentalizadas tales como formas de vestir, estilos musicales, cine, etc. Junto a ello es común, en esta visión, afirmar que la democracia liberal es ajena a los valores culturales islámicos, proponiéndose en su lugar repúblicas islámicas.
Biko fue quizás quien se mantuvo más cerca de la concepción original. Frente al separatismo impuesto por el sistema de apartheid buscó revitalizar los valores culturales y éticos de los oprimidos, empezando por crear la 'conciencia de ser negro', hasta llegar a una (entonces nueva) concepción de lo que significa ser sudafricano. Y la violencia se ve como una forma de resistencia, expresándose de maneras propias a los desposeídos o marginados: revalorización de formas culturales tradicionales (canciones, cuentos populares, etc.), violencia contra sí mismos (desde huelgas de hambre a negación a prestar servicios) o violencia directa contra los asimilados y los opresores.
Los condenados de la tierra es todavía objeto de estudio en colegios militares de EE. UU., en el presente, como ayuda para entender la situación en Irak.